# Achalinus jinggangensis
Achalinus jinggangensis är en ormart som beskrevs av Zong och Ma 1983. Achalinus jinggangensis ingår i släktet Achalinus och familjen snokar. IUCN kategoriserar arten globalt som otillräckligt studerad. Inga underarter finns listade i Catalogue of Life.
Arten förekommer i provinsen Jiangxi i Kina. Honor lägger ägg.